# آلتامانت (کارولینای شمالی)
آلتامانت، کارولینای شمالی (به انگلیسی: Altamont, North Carolina) یک منطقهٔ مسکونی در ایالات متحده آمریکا است که در کارولینای شمالی واقع شده‌است.

## خصوصیات
التامانت ۹۹۶ متر بالاتر از سطح دریا واقع شده‌است.